# Ulla-Maj Wideroos
Cecilia Ulla-Maj Wideroos, née le 22 octobre 1951 à Jakobstad, est une femme politique finlandaise, membre du Parti populaire suédois (SFP).

## Biographie
En 1986, elle est élue maire de la petite ville d'Oravais, poste qu'elle occupe jusqu'à son élection comme députée à la Diète nationale, en 1995. Devenue vice-présidente du groupe parlementaire du SFP trois ans plus tard, elle en prend la présidence en 1999.
Elle est nommée ministre déléguée au ministère des Finances le 17 avril 2003, dans le gouvernement de la libérale Anneli Jäätteenmäki. Reconduite dans le cabinet que doit former, le 24 juin suivant, le libéral Matti Vanhanen, elle est réélue présidente du groupe du Parti populaire suédois à la suite des élections législatives de mars 2007.
À l'issue du scrutin parlementaire d'avril 2011, elle devient première vice-présidente.